# Prodani (okręg Ardżesz)
Prodani – wieś w Rumunii, w okręgu Ardżesz, w gminie Vedea. W 2011 roku liczyła 125 mieszkańców.